# Petri Virtanen
Petri Virtanen, né le 18 septembre 1980 à Jyväskylä, en Finlande, est un joueur finlandais de basket-ball. Il joue au poste de meneur.